# 白玉海扇蛤
白玉海扇蛤（学名：Cyclopecten vitreus），是莺蛤目海扇蛤科Cyclopecten属的一种。主要分布于台湾，常栖息在深海。